# Демидово (Богородський район)
Демидово (рос. Демидово) — присілок в Богородському районі Нижньогородської області Російської Федерації.
Населення становить 192 особи. Входить до складу муніципального утворення Алешковська сільрада.

## Історія
Від 2004 року входить до складу муніципального утворення Алешковська сільрада.

## Населення
| 1999 | 2002 | 2010 |
| ---- | ---- | ---- |
| 274  | ↗300 | ↘192 |